# 韦尔库尔
韦尔库尔（法語：Vercourt）是法国皮卡第大区索姆省的一个市镇，属于阿布维尔区吕县。该市镇2009年时的人口为93人。

## 人口
韦尔库尔人口变化图示
| 数据来源：INSEE |